# アイオナ・ブラウン
アイオナ・ブラウン（Iona Brown, 1941年1月7日 - 2004年6月5日）は、イギリスの指揮者、ヴァイオリン奏者。

## 概要
ソールズベリーの出身。クランボーン・チェイス・スクールに通いながらヒュー・マグワイアにヴァイオリンの個人レッスンを受ける。また、国外にも留学してカルロ・ファン・ネステやヘンリク・シェリングの指導を受けた。1963年から1966年までフィルハーモニア管弦楽団にヴァイオリン奏者として在籍する。
1964年からアカデミー室内管弦楽団に参加し、1974年には同楽団のリーダー兼指揮者となった。1980年にアカデミー室内管弦楽団の座を退き、翌1981年から2001年までノルウェー室内管弦楽団の芸術監督を務めたが、その後もアカデミー室内管弦楽団とは良好な関係にあった。

1986年にはロサンジェルス室内管弦楽団の音楽顧問になり、1988年から1992年まで同楽団の音楽監督を兼任した。

その他、セントルイス交響楽団、ワシントン・ナショナル交響楽団、シュトゥットガルト室内管弦楽団、バーミンガム市交響楽団にも指揮者として客演している。

2004年、生地にて癌のため死去した。